# 21 (lied)
21 is een lied van de Nederlandse rapper Eves Laurent in samenwerking met de Nederlandse hiphopartiest Frenna. Het werd in 2021 als single uitgebracht en stond in hetzelfde jaar als vijfde track op het album Deze is niet voor de charts van Eves Laurent.

## Achtergrond
21 is geschreven door Jeff Adjei, Delano Ruitenbach en Francis Junior Edusei en geproduceerd door Jimmy Huru. Het is een nummer dat past in de genres nederhop en trap. In het lied rappen en zingen de artiesten over hun rijkdommen en successen en hoe hun leven nog beter gaat worden in het jaar 2021. 
Op de B-kant van de single is een instrumentale versie van het lied te vinden. Bij de viering van 15 jaar 101Barz in Koninklijk Theater Carré brachten Eves Laurent en Frenna het nummer ten gehore waarbij ze ondersteund werden door het Metropole Orkest.
Het was niet de eerste keer dat de twee artiesten met elkaar samenwerkten. Dit deden zij eerder al op Vibing girl.

## Hitnoteringen
De artiesten hadden bescheiden succes met het lied in Nederland. Het piekte op de 35e plaats van de Single Top 100 in de twee weken dat het in deze hitlijst te vinden was. De Top 40 en haar Tipparade werden niet bereikt. 